# Пиер Етекс
Пиер Етекс (на френски: Pierre Étaix) е френски режисьор, актьор, художник, клоун и драматург. 

## Биография
Роден е на 23 ноември 1928 г. в Роан в семейството на търговец на кожи. Учи приложни изкуства и се установява в Париж, където работи като илюстратор в различни списания и участва във вариететни представления. От 1954 г. сътрудничи на Жак Тати, а след това започва да режисира собствени филми, сред които „Le soupirant“ (1962), „Heureux Anniversaire“ (1962), получил награда „Оскар“ за късометражен филм, „Yoyo“ (1965), „Tant qu'on a la santé“ (1966), „Le grand amour“ (1969).
Пиер Етекс умира от чревна инфекция на 14 октомври 2016 г. в Париж.

## Избрана филмография
- „Le soupirant“ (1962)
- „Heureux Anniversaire“ (1962)
- „Yoyo“ (1965)
- „Tant qu'on a la santé“ (1966)
- „Le grand amour“ (1969)